# Підкоморій
Підкомо́рій, підкомо́рний (лат. succamerarius, subcamerarius).
- Службова особа у Великому князівстві Литовському:
  - підкоморій придворний відповідав за порядок й оздоблення в покоях великого князя, був його радником та входив до складу Ради Великого князівства Литовського. Кандидатура обиралася з середовища крупних феодалів[1].
  - підкоморій повітовий розглядав земельні суперечки поміж шляхтою в підкоморському суді, брав участь у розгляді справ в каптуровому суді. Призначався князем з чотирьох кандидатів на цю посаду, котрі обиралися шляхтою та повітовим сеймиком. Цю посаду мав право обіймати тільки шляхтич християнського віросповідання, уродженець Великого князівства Литовського, який мав нерухомість у цьому повіті та знав право. Повітовий підкоморій призначав собі 1-2 помічників — коморників, котрі обмірювали спірні земельні ділянки, а також за його дорученням розглядали дрібні справи[2]. Коморник складав присягу перед повітовим каштеляном або маршалком і земським урядом, однак не входив до земського уряду. За дорученням підкоморія міг вести самостійне судочинство та власні книги реєстрації справ. Його рішення мали таку ж силу, що й рішення підкоморія[3].
- Суддя у Речі Посполитій, який займався питаннями розмежування володінь. Був урядником земського шляхетського суду, якого обирала шляхта.
- 1763 року під час судових реформ Катерини II посада підкоморія (синонім «камергер») була відновлена в Україні. Її займали дворяни.